# Daniel Sträßer

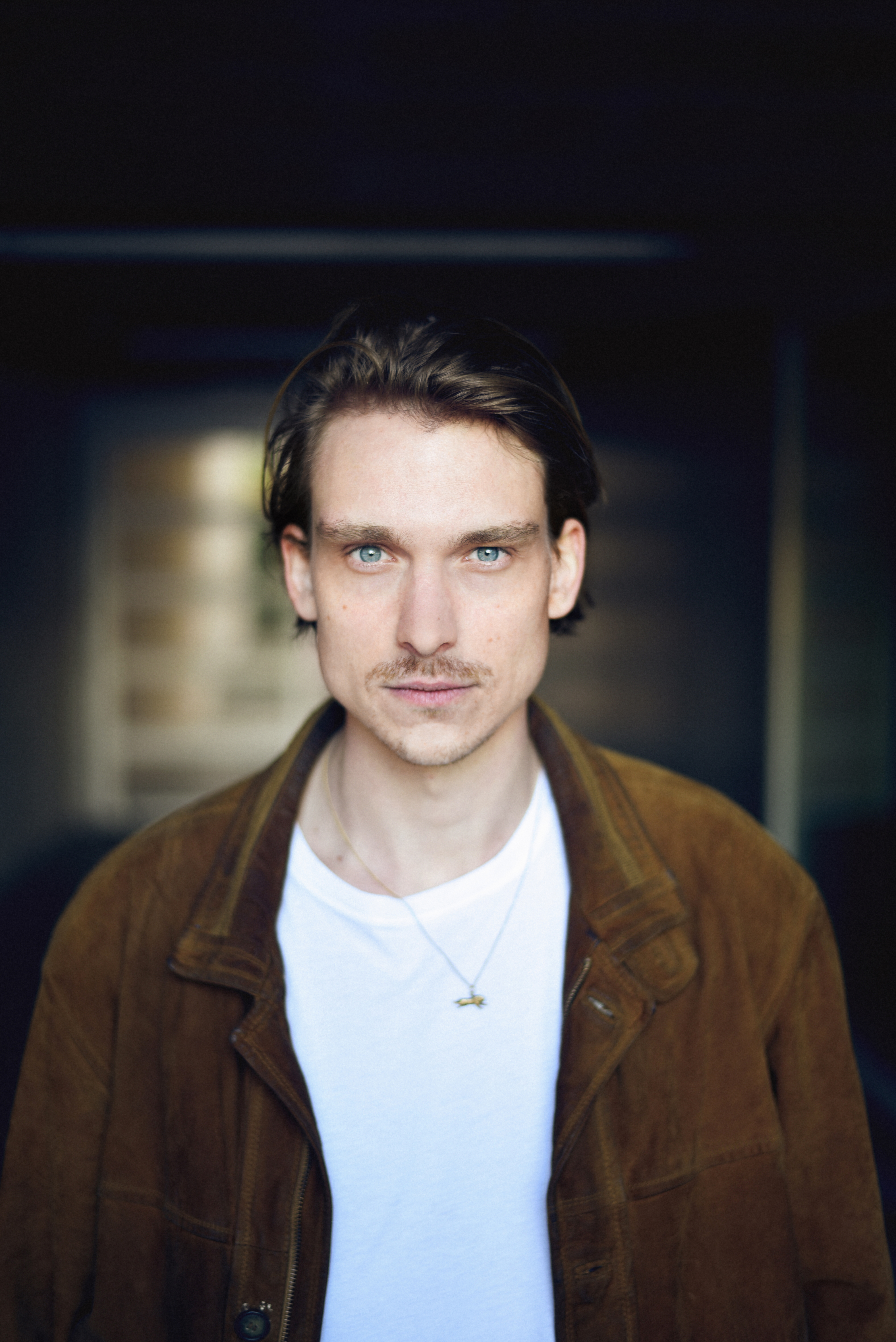
Daniel Sträßer (2019)

Daniel Sträßer (* 18. Juli 1987 in Völklingen) ist ein deutscher Schauspieler und ehemaliges Ensemblemitglied des Wiener Burgtheaters.

## Leben
Sträßer hatte bereits als Schüler einer Waldorfschule die Chance, auf der Bühne zu stehen. Er studierte ab 2007 an der Universität Mozarteum Salzburg Schauspiel und schloss im Studienjahr 2011/2012 ab. Schon während seiner Ausbildung wurde er von Klang 21 für das Taschenopernfestival Salzburg 2009 in einer Musiktheaterproduktion (Mahlzeit von Hans-Peter Jahn) in der Regie von Thierry Bruehl engagiert. Bei einer Uni-Produktion wurde er 2011 beim Hamburger Nachwuchs-Wettbewerb vom Chefdramaturgen des Burgtheaters entdeckt und debütierte dort erfolgreich als Romeo.
Im Rahmen seiner Ausbildung wirkte er unter anderem in Müllers „Medeamaterial“ (Regie: René Braun), in Trolles „Hermes in der Stadt“ (Regie: Simon Paul Schneider), in Hages „De Niros Game“, sowie in Crimps „Angriffe auf Anne“ (Regie: Katrin Plötner) und auch 2011 bei den Salzburger Festspielen in Ein Sommernachtstraum mit. Erarbeitet hat Sträßer, der als seine Uni-Mentoren Uwe Berend, den früheren Schauspiel-Leiter, sowie den damaligen Gastdozent (mittlerweile dortiger Univ. Prof.) Kai Ohrem nennt, Rollen von Goethe bis Martin Krimp.
In der Spielzeit 2013–2014 wirkte er bei der Zeitzeugenproduktion Die letzten Zeugen von Doron Rabinovici und Matthias Hartmann am Wiener Burgtheater mit; die Produktion bezog sich auf die Novemberpogrome 1938, erlangte hohe Wertschätzung seitens Publikum und Presse und wurde zum Berliner Theatertreffen 2014 eingeladen.
Im März 2019 wurde bekannt, dass Sträßer gemeinsam mit Vladimir Burlakov für den Saarländischen Rundfunk die neuen Hauptkommissare Adam Schürk und Leo Hölzer in der Krimireihe Tatort verkörpern wird.
Daniel Sträßer hat drei Kinder und ist liiert.

## Theater (Auswahl)

### Burgtheater Wien (tw. über mehrere Spielzeiten)
- 2011/2012: Romeo und Julia von William Shakespeare (Romeo) – Regie: David Bösch
- 2011/2012: Wastwater von Simon Stephens (Harry) – Regie: Stephan Kimmig
- 2011/2012: Die Froschfotzenlederfabrik von Oliver Kluck (Kollege, Aktivist, Cousin, Gzemek) – Regie: Anna Bergmann
- 2011/2012: Endstation Sehnsucht von Tennessee Williams (Ein junger Kassierer) – Regie: Dieter Giesing
- 2012/2013: Einige Nachrichten an das All von Wolfram Lotz (Lum) – Regie: Antú Romero Nunes
- 2012/2013: Liliom von Franz Molnár (Ficsur) – Regie: Barbara Frey
- 2013/2014: Hamlet von William Shakespeare (Rosenkranz) – Regie: Andrea Breth
- 2013/2014: Die Reise nach Petuschki von Wenedikt Jerofejew (Wenja) – Regie: Felicitas Braun
- 2013/2014: Wunschloses Unglück von Peter Handke (Der Sohn) – Regie: Katie Mitchell
- 2013/2014: Die Möwe von Anton Tschechow (Konstantin Gawrilowitsch Trepljow) – Regie: Jan Bosse

## Filmografie (Auswahl)
- 2014: Der letzte Tanz (Regie: Houchang Allahyari)
- 2014: Schönefeld Boulevard
- 2015: Polizeiruf 110: Kreise (Fernsehreihe)
- 2015: Aufbruch
- 2016: Jeder stirbt für sich allein
- 2016: Die Pfeiler der Macht
- 2016: Lou Andreas-Salomé
- 2016: Egon Schiele: Tod und Mädchen
- 2017: Charité
- 2018: Charlotte Link: Die Betrogene
- 2020: Exil
- 2020: Tatort: Das fleißige Lieschen (Fernsehreihe)
- 2020: Hausen
- 2020: Ein Schritt zu viel
- 2021: Tatort: Der Herr des Waldes (Fernsehreihe)
- 2021: A Pure Place
- 2022: Tatort: Das Herz der Schlange (Fernsehreihe)
- 2022: Funeral for a Dog
- 2022: Alles in bester Ordnung
- 2023: Tatort: Die Kälte der Erde (Fernsehreihe)
- 2023: Conti – Meine zwei Gesichter
- 2024: Tatort: Der Fluch des Geldes (Fernsehreihe)
- 2024: Blindgänger
- 2025: Tatort: Das Ende der Nacht
- 2025: Die Nichte des Polizisten (Fernsehfilm)

## Auszeichnungen
- 2012: Nestroy-Theaterpreis – Nominierung Bester Nachwuchsschauspieler als Romeo in Romeo und Julia von William Shakespeare[6]
- 2014: Nestroy-Theaterpreis – Nominierung Bester Schauspieler als Konstantin in Die Möwe von Anton Tschechow[7]